# Freundschaftsbank
Eine Freundschaftsbank (englisch: Friendship bench, auch Buddy bench) ist eine bunt gestaltete Sitzbank, die auf Schulhöfen für Kinder aufgestellt wird, welche eine Außenseiterrolle spielen und sich darauf setzen können, um Freunde zu finden. Das Konzept stammt aus den USA und wurde anschließend in verschiedenen Ländern weltweit eingeführt.

## Geschichte
Die Idee der Freundschaftsbank wurde seit 2006 in Zimbabwe entwickelt. In den Folgejahren wurde das Konzept weiterentwickelt und an verschiedene Bedürfnisse angepasst. Ein Beispiel dieser Weiterentwicklung ist die Umsetzung der Freundschaftsbank, die 2012 im US-Bundesstaat Florida entstanden ist. Acacia Woodley besuchte dort die Palm Bay Elementary School. Aufgrund ihrer körperlichen Besonderheiten – ihre linke Hand war deformiert und ihre rechte Hand fehlte – wurde sie von ihren Mitschülern angestarrt und gemobbt. Sie schlug ihrer Schule vor, einen Ort einzurichten, wohin sich Schüler begeben können, wenn sie einen Freund brauchen. Die Schule sammelte Spenden für diese Bank kurz nach dem Amoklauf an der Sandy Hook Elementary School. Nachdem sie für ihre Idee mit dem Charlotte Bacon Act of Kindness Award ausgezeichnet worden war, meldeten sich bei ihr sieben weitere Schulen in Florida, die an dem Konzept interessiert waren. Kurze Zeit später waren es 20 Schulen mit Anfragen, darunter aus weit entfernten Ländern wie Libanon und Südafrika. Acacia gründete mit Hilfe ihrer Eltern die Non-Profit-Organisation Tiny Girl, Big Dream, Inc., die die „Friendship bench“ in Kooperation mit einem kanadischen Plastikmöbelhersteller produzieren lässt. Sie werden mit ermunternden Begriffen und positiven Charaktereigenschaften beschriftet, außerdem mit einer Art Logbuch versehen, in das die Schulen Freundschaftsberichte eintragen können. Kinder, die auf der Bank Freundschaften schließen, erhalten bunte Armbänder, mit denen sie ihre Verbundenheit bezeugen. Nach Untersuchungen der National Federation of Schools in Australia bietet die Buddy bench eine ideale Lösung gegen das Mobbing in der Schule. In Frankreich und Belgien waren Freundschaftsbänke Anfang 2022 bereits in mehreren Städten unter dem Namen Banc de l’amitié auf Schulhöfen aufgestellt. Ihre Einrichtung wird vom französischen Lehrerverband Association Générale des Enseignants des Ecoles et des classes Maternelles publiques ausdrücklich empfohlen.